# 2877 Лихачов
2877 Лихачов (2877 Likhachev) — астероїд головного поясу, відкритий 8 жовтня 1969 року.
Тіссеранів параметр щодо Юпітера — 3,189.